# Список керівників держав 550 року
Список керівників держав 550 року — це перелік правителів країн світу 550 року
Список керівників держав 549 року — 550 рік — Список керівників держав 551 року — Список керівників держав за роками

## Європа
- Арморика — король Теудр Великий (545–584)
- Баварія — герцог Гарибальд I (548–591)
- Британські острови:
  - Берніція — король Іда (547–559)
  - Бріхейніог — король Лліварх ап Рігенеу (540–580)
  - Вессекс — король Кінрік (534–560)
  - Гвінед — король Рін ап Майлгун (547–580)
  - Глівісінг — король Кадок Мудрий (523–580)
  - Дал Ріада— король Габран мак Домангарт (538–558)
  - Дівед — король Кінгар ап Гуртевір (540–570)
  - Думнонія — король Костянтин ап Кадор (537–560)
  - Дунотинг — король Дінод Товстий (525–595)
  - Ебрук — король Еліффер ап Ейніон (500–560)
  - Елмет — король Артуїс ап Масгвід (540–560)
  - Ессекс — король Есквін (547–568)
  - Каер Гвенддолеу — король Кейдіо ап Эйніон (505–550), його змінив син король Гвенддолеу ап Кейдіо (550–573)
  - Кент — король Ерменрік (540–591)
  - Мерсія — король Кіневальд (538–568)
  - Південний Регед — король Елідір Товстий і Красивий (535–560)
  - Північний Регед — король Кінварх ап Мейрхіон (535–570)
  - Королівство Пік — король Сауїл Зарозумілий (525–590)
  - плем'я піктів — король Галан Еріліх (538–550), після його смерті правили два правителі — король Дрест III (550–555) та король Дрест IV (550–560)
  - Королівство Повіс — король Морган ап Паскен
  - Королівство Сассекс — король Кісса (514–567)
  - Стратклайд(Альт Клуіт) — король Тутагуал ап Клінох (? — ок. 580)
- Бро Варох — король Канао I (550–560)
- Плем'я варнів — король Гермегізел
- Вестготське королівство — король Агіла I (549–554)
- Візантійська імперія — імператор Юстиніан I (527–565)
  - Патріарх Константинопольський — Меннах (536–552)
- Королівство гепідів — король Торисвінт (548–560)
- Ірландія — верховний король Діармайт мак Кербалл (538–565)
  - Айлех — правили два брати король Фергюс мак Муйрхертах (534–566) та король Домнал мак Муйрхертах (534–566)
  - Коннахт — король Айліл Інбанде (543–550), його змінив король Еохайд Тірмарне мак Фергуссо (550–555)
  - Ленстер — король Койрпре (539–550), його змінив король Колман Мор (550–580)
  - Манстер — король Дуб-Гілках (535—550), його змінив король Крімтанн Срем (550—560)
  - Улад — король Еохед мак Кондлай (532—553)
- Королівство лангобардів — король Алдуїн (546—566)
- Королівство остготів — король Тотіла (541—552)
- Королівство свевів — король Теодемунд (бл. 500 — бл. 550), його змінив король Хараріх (550—558/559)
- Святий Престол — папа римський Вігілій (537—555)
- Франкське королівство:
  - Австразія — король Теодебальд (547 або 548—555)
  - Суассон — король Хлотар I (511—561)
  - Париж — король Хільдеберт I (511—558)
- Швеція — король Адільс (530—575)

## Азія
- Абазгія — князь Гозар (бл. 530 — бл. 550), його змінив князь Іствіне (550–580)
- Аль-Хіра (Династія Лахмідів) — цар Аль-Мундір III ібн аль-Нуман (505–554)
- Вансуан — імператор Лі Т'єн Бао (547–555) та імператор Тріє В'єт Вуонг (547–571)
- Диньяваді (династія Сур'я) — раджа Сур'я Понья (544–552)
- Джабія (династія Гассанідів) — цар Аль-Харіс ібн Джабала (529–569)
- Жужанський каганат — каган Юйцзюлюй Анагуй (520–552)
- Іберійське царство — цар Фарсман V (547–561)
- Індія:
  - Вішнукундина — цар Індра Бхаттарака Варма (528–555)
  - Імперія Гуптів — магараджа Вішнугупта (540–550), після його смерті держава розпалась.
  - Західні Ганги — магараджа Дурвінта (529–579)
  - Камарупа — цар Чандрамукхаварман (542–566)
  - Маітрака — магараджа Друвасена I (бл. 520 — бл. 550), його змінив магараджа Дарапатта (550–556)
  - Династія Паллавів  — махараджа Кумаравішну III (540–550), його змінив махараджа Сімхаварман III (550–574)
  - Раджарата — раджа Моггаллана II (540–560)
  - Чалук'я — араджа Сат'яшрая Пулакешін I Чалук'я (535–566)
- Китай (Південні та Північні династії)
  - Династія Західна Вей — імператор Юань Баоцзюй (535–551)
  - Династія Лян — імператор Сяо Ган (Цзянь Вень-ді) (549–551)
  - Династія Північна Ці — імператор Ґао Ян (Вень Сюань-ді) (550–559)
  - Династія Східна Вей — імператор Юань Шаньцзянь (Сяо Цзін-ді) (534–550), цього року він зрікся престолу на користь Ґао Яна, династія припинила існування.
  - Тогон — Муюн Фулянчоу (490–540), його змінив Муюн Куалюй (540–591)
- Корея:
  - Кая (племінний союз) — кимгван Тосольджі (532–562)
  - Когурьо — тхеван (король) Янвон (545–559)
  - Пекче — король Сон (523–554)
  - Сілла — ван Чінхин Великий (540–576)
- Лазіка — цар Губаз II (541–555)
- Паган — король Хан Лонг (547–557)
- Персія:
  - Держава Сасанідів — шахіншах Хосров I Анушірван (531–579)
- Тарума (острів Ява) — цар Сур'яварман (535–561)
- Фунань — король Рудраварман I (514–550), після його смерті державу захопила Ченла.
- Хим'яр — цар Абраха (536–570)
- Чампа — князь Рудраварман I (529–572)
- Ченла — раджа Шрутаварман (550–555)
- Японія — імператор Кіммей (539–571)

## Африка
- Аксумське царство — негус Вазена (545–550), його змінив негус Ва'зеб (550–555)

## Північна Америка
- Цивілізація Майя:
  - Копан — цар Ві-Оль-К'ініч (532–551)
  - місто Паленке — священний владика К'ан Хой Чітам I (524–565)
  - місто Тікаль — цар Яш-Еб-Шок II (537–562)